# Varese Football Club 1959-1960
Questa pagina raccoglie le informazioni riguardanti il Varese Football Club nelle competizioni ufficiali della stagione 1959-1960.

## Rosa
| N. |                   | Ruolo | Calciatore         |
| -- | ----------------- | ----- | ------------------ |
|    | Italia (bandiera) | D     | Ambrogio Allevi    |
|    | Italia (bandiera) | C     | Giuseppe Bernini   |
|    | Italia (bandiera) | C     | Vittorio Bianchi   |
|    | Italia (bandiera) | D     | Elio Binda         |
|    | Italia (bandiera) | A     | Enrico Borella     |
|    | Italia (bandiera) |       | Brambilla          |
|    | Italia (bandiera) | D     | Gerolamo Callegari |
|    | Italia (bandiera) | A     | Romano Cori        |
|    | Italia (bandiera) | P     | Bruno Fornasaro    |
|    | Italia (bandiera) | D     | Pietro Lomazzi     |
|    | Italia (bandiera) | C     | Franco Lombardi    |
|    | Italia (bandiera) | A     | Benito Lorenzi     |

| N. |                   | Ruolo | Calciatore        |
| -- | ----------------- | ----- | ----------------- |
|    | Italia (bandiera) |       | Magnini           |
|    | Italia (bandiera) | C     | Giampiero Mutti   |
|    | Italia (bandiera) | C     | Giovanni Omini    |
|    | Italia (bandiera) | P     | Giuseppe Pasquin  |
|    | Italia (bandiera) | A     | Giancarlo Rimoldi |
|    | Italia (bandiera) | D     | Cesare Sonzini    |
|    | Italia (bandiera) | A     | Ugo Trabattoni    |
|    | Italia (bandiera) | D     | Antonio Turri     |
|    | Italia (bandiera) | C     | Angelo Vaccarossa |
|    | Italia (bandiera) | A     | Alberto Valsecchi |
|    | Italia (bandiera) | C     | Angelo Zini       |